# Glyptomorpha fumipennis
Glyptomorpha fumipennis är en stekelart som först beskrevs av Cameron 1906.  Glyptomorpha fumipennis ingår i släktet Glyptomorpha och familjen bracksteklar. Inga underarter finns listade i Catalogue of Life.